# Петково (Софийская область)
Петково (болг. Петково) — село в Болгарии. Находится в Софийской области, входит в общину Елин-Пелин. Население составляет 764 человека (2022).

## Политическая ситуация
В местном кметстве Петково, в состав которого входит Петково, должность кмета (старосты) исполняет Борислав Василев Стойчев (Граждане за европейское развитие Болгарии (ГЕРБ)), по результатам выборов правления кметства 2011 года, прежде кметом был Димитр Цветанов Димитров (ГЕРБ) по результатам выборов правления кметства 2007 года.